# 上钢新村
上钢新村是位於中華人民共和國上海市浦東新區黃浦江南岸的一個住宅區，它東至上南路，西至西營路，東至楊高南路，北至耀華路。該住宅區占地72公顷，建筑面积81万平方米。分為10个村。該住宅建於1958年（一說1952年），名字來自於上钢三厂（2010年拆除）。此後上钢新村分別於1981年5月至1984年底以及1991年動工擴建。